# Марк-Антоан Парсевал де Шен
Марк-Антоан Парсевал де Шен е френски математик, известен най-вече с равенството на Парсевал, основен резултат от теорията на редовете на Фурие.
Роден е в заможно семейство в Розиер-о-Салин, във Франция. Второ дете на Александр Парсевал, сеньор на Шен (1718-1786). По-малкият му брат, Франсоа-Огюст дьо Парсевал-Гранмезон е член на Академи франсез. През 1795 се оженва за Урсул Герийо, но скоро след това се развеждат. През 1792 е затворен поради монархическите си убеждения и по-късно е принуден да напусне страната си, понеже разпространявал стихотворения, критикуващи управлението на Наполеон I.
По-късно, от 1796 до 1828, прави 5 неуспешни опита да бъде приет в Академията на науките. В негов труд от 1799 представя и равенството, днес наречено в негова чест. В труда си Парсевал твърди, че равенството на Парсевал е „очевидно“ и не дава доказателство. В записки от 1801 развива труда си и използва това равенство в решаването на диференциални уравнения. За пръв път това равенство е отпечатано през 1800 от Лакроа в неговия Трактат за крайните разлики и числените редове (стр. 377).